# Letni Puchar Kontynentalny w skokach narciarskich 2007
Letni Puchar Kontynentalny w skokach narciarskich 2007 – 6. edycja Letniego Pucharu Kontynentalnego, która rozpoczęła się 6 lipca 2007 w Velenje, a zakończyła 16 września 2007 w Villach.

## Kalendarz i wyniki
| Lp.                                                                           | Data                                                                          | Miejscowość                                                                   | HS                                                                            | Uwagi                                                                         | 1. miejsce          | 2. miejsce                      | 3. miejsce                   |
| ----------------------------------------------------------------------------- | ----------------------------------------------------------------------------- | ----------------------------------------------------------------------------- | ----------------------------------------------------------------------------- | ----------------------------------------------------------------------------- | ------------------- | ------------------------------- | ---------------------------- |
| 1.                                                                            | 6 lipca 2007                                                                  | Velenje                                                                       | HS-94                                                                         | nocny                                                                         | Bastian Kaltenböck  | Primož Pikl                     | Martin Cikl Shōhei Tochimoto |
| 2.                                                                            | 7 lipca 2007                                                                  | Velenje                                                                       | HS-94                                                                         | –                                                                             | Primož Pikl         | Keita Umezaki                   | Andreas Arén                 |
| 3.                                                                            | 8 lipca 2007                                                                  | Kranj                                                                         | HS-109                                                                        | –                                                                             | Primož Pikl         | Keita Umezaki                   | Bastian Kaltenböck           |
| 4.                                                                            | 4 sierpnia 2007                                                               | Oberstdorf                                                                    | HS-137                                                                        | –                                                                             | Georg Späth         | Bastian Kaltenböck              | Stefan Thurnbichler          |
| 5.                                                                            | 5 sierpnia 2007                                                               | Oberstdorf                                                                    | HS-137                                                                        | –                                                                             | Bastian Kaltenböck  | Georg Späth                     | Shōhei Tochimoto             |
| 6.                                                                            | 18 sierpnia 2007                                                              | Lillehammer                                                                   | HS-138                                                                        | –                                                                             | Andreas Widhölzl    | Yoshihiko Osanai                | Sigurd Pettersen             |
| 7.                                                                            | 19 sierpnia 2007                                                              | Lillehammer                                                                   | HS-138                                                                        | –                                                                             | Andreas Widhölzl    | Rafał Śliż                      | Tobias Bogner                |
| 8.                                                                            | 15 września 2007                                                              | Villach                                                                       | HS-98                                                                         | –                                                                             | Primož Pikl         | Martin Cikl Stefan Thurnbichler | —                            |
| 9.                                                                            | 16 września 2007                                                              | Villach                                                                       | HS-98                                                                         | –                                                                             | Stefan Thurnbichler | Jon Aaraas                      | Marcin Bachleda              |
| Letni Puchar Kontynentalny w skokach narciarskich 2007 – klasyfikacja końcowa | Letni Puchar Kontynentalny w skokach narciarskich 2007 – klasyfikacja końcowa | Letni Puchar Kontynentalny w skokach narciarskich 2007 – klasyfikacja końcowa | Letni Puchar Kontynentalny w skokach narciarskich 2007 – klasyfikacja końcowa | Letni Puchar Kontynentalny w skokach narciarskich 2007 – klasyfikacja końcowa | Bastian Kaltenböck  | Stefan Thurnbichler             | Primož Pikl                  |

## Klasyfikacja generalna
| Źródło  | Źródło              | Źródło |
| Miejsce | Zawodnik            | Punkty |
| ------- | ------------------- | ------ |
| 1.      | Bastian Kaltenböck  | 452    |
| 2.      | Stefan Thurnbichler | 411    |
| 3.      | Primož Pikl         | 380    |
| 4.      | Andreas Widhölzl    | 304    |
| 5.      | Keita Umezaki       | 303    |
| 6.      | Martin Cikl         | 262    |
| 7.      | Georg Späth         | 180    |
| 8.      | Marcin Bachleda     | 165    |
| 9.      | Martin Höllwarth    | 159    |
| 10.     | Jan Matura          | 156    |
| ...     |                     |        |